# Amadeo Roldán
Amadeo Roldán y Gardes (París, 12 de junio de 1900 – La Habana, 7 de marzo de 1939) fue un compositor y violinista cubano de música contemporánea. De padre español y madre cubana de Santiago de Cuba.

## Vida
Nacido en Francia de padres cubanos, estudió teoría de la música y violín en el Conservatorio de Madrid, graduándose en 1916 y trasladándose a Cuba hacia finales de la década. A mediados de los años 1920, fue designado maestro de concierto de la Orquesta Filármonica de La Habana (asumirá la posición de director en 1932) y fundó el Cuarteto de cuerdas de La Habana. 
Durante ese período, Roldán, uno de los líderes del movimiento afrocubano, escribió las primeras piezas sinfónicas que incorporaban instrumentos de percusión afro-cubanos. La quinta y sexta de sus Rítmicas (1930) parecen ser los primeros trabajos en la tradición occidental de música clásica escritos únicamente para percusión. 
La composición más conocida de Roldán es una obra de 1928, el ballet La Rebambaramba, descrita por un crítico del momento como “un musicorama multicolor… que convierte una fiesta afrocubana en una magnífica exhibición de meloritmos del Caribe, con la participación de una fauna variada de efectos nativos de percusión, incluyendo un glissando polidental en la mandíbula de un asno”.
Sus obras fueron interpretadas regularmente en los conciertos patrocinados por la «Pan-American Association of Composers», fundada por Henry Cowell, incluyendo el concierto inaugural en marzo de 1929 en Nueva York.
Roldán falleció a los 38 años de edad, en la cúspide de su creatividad, enfermo de un cáncer facial que lo desfiguró (era un fumador empedernido). Su carrera siguió un camino similar al de su colega Alejandro García Caturla, siendo ambos considerados los pioneros del arte sinfónico moderno en Cuba.